# Kloretan
Kloretan eller etylklorid är en halogenalkan med formeln C2H5Cl.

## Framställning
Kloretan framställs industriellt genom klorering av etylen (C2H4) med saltsyra med aluminiumklorid som katalysator vid 130 – 250 °C.
{\displaystyle {\rm {C_{2}H_{4}+HCl\rightarrow C_{2}H_{5}Cl}}}
Tidigare tillverkades kloretan av etanol och saltsyra eller etan och klorgas, men dessa processer är inte lika effektiva.
Kloretan bildas också som en biprodukt från tillverkning av polyvinylklorid.

## Användning
Under största delen av 1900-talet har kloretan använts för tillverkning av tetraetylbly som används som blytillsats i bensin.
Kloretan har också använts för att tillverka etylbensen, som köldmedium i värmepumpar och kylskåp.
Idag används kloretan i någon större utsträckning bara för att tillverka etylcellulosa, ett förtjockningsmedel för målarfärg, kosmetika och dylikt.